# Microrregión Camino Costero Río Paraná
La microrregión Camino Costero Río Paraná es una de las microrregiones de la Provincia de Entre Ríos, ubicado al noroeste de esta provincia. Está integrada por seis localidades, de las cuales tres son municipios, una es comuna y dos son junta de gobierno. Si bien se viene trabajando en conjunto desde 2016, en el año 2017 se conformó legalmente, incluyendo a las localidades que actualmente la integran.
Los objetivos de esta asociación se centran en la generación de mayores oportunidades de desarrollo para las localidades participantes, en este sentido, se trabajan en un conjunto de proyectos que promuevan las capacidades del territorio y se inserten de manera más competitiva en un contexto provincial y nacional. El horizonte de estas propuestas es el arraigo de la población en su lugar de origen, mejorando progresivamente su calidad de vida. 
En este sentido, el proceso de construcción de consensos y proyectos comunes se nutre del aporte de cada uno de los gobiernos locales, sumado al aporte de organismos, universidades y equipos de trabajo provinciales y nacionales.
Se han comenzado a trabajar las problemáticas de la microrregión y alternativas de abordaje, en las diversas dimensiones de lo local (económica, social, cultural), es decir, un desarrollo integral, incorporando a este trabajo los proyectos e ideas ya en cartera en las diferentes jurisdicciones.

## Integrantes

### Municipios
- Hernandarias
- Piedras Blancas
- Pueblo Brugo

### Comunas
- El Solar

### Juntas de gobierno
- La Providencia
- Puerto Algarrobo

- Datos: Q60968413